# John Little McClellan

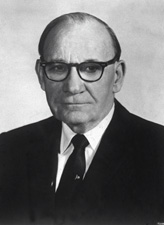
John Little McClellan

John Little McClellan, född 25 februari 1896 i Sheridan, Arkansas, död 28 november 1977 i Little Rock, Arkansas, var en amerikansk demokratisk politiker.
McClellan representerade delstaten Arkansas i båda kamrarna av USA:s kongress.
McClellan studerade juridik och inledde 1913 sin karriär som advokat bara sjutton år gammal. Han deltog i första världskriget i USA:s armé. Efter kriget flyttade han till Malvern, Arkansas och fortsatte att arbeta som advokat där. Han arbetade 1927-1930 som åklagare och blev 1934 invald i USA:s representanthus. McClellan representerade Arkansas 6:e distrikt i representanthuset 1935-1939.
McClellan utmanade sittande senatorn Hattie Caraway i demokraternas primärval inför 1938 års kongressval. Efter förlusten mot Caraway arbetade han igen som advokat och flyttade till Camden, Arkansas.
Senator John E. Miller avgick 1941 och efterträddes av G. Lloyd Spencer. Spencer kandiderade inte i 1942 års kongressval, eftersom han bestämde sig för att tjänstgöra i USA:s flotta i andra världskriget. McClellan lyckades 1942 bli invald i senaten och han omvaldes 1948, 1954, 1960, 1966 och 1972. Han var senator från 3 januari 1943 fram till sin död.
Arkivbilder av McClellan användes i filmen Good Night, and Good Luck. McClellan deltog på 1950-talet i förhör som leddes av republikanen Joseph McCarthy i häxjakten mot kommunister. McClellan ledde demokraternas utmarsch ur salen i protest mot McCarthys förhörsmetoder.
McClellan var ordförande i senatens permanenta undersökningsutskott 1955-1973. Om McCarthy hade under sin tid som ordförande främst fokuserat på kommunistjakten, ledde McClellan förhör mot Jimmy Hoffa och maffiafigurer som Sam Giancana.
McClellans son John L., Jr. omkom 1949 i en bilolycka. Sonen James H. omkom 1958 i en flygolycka.
McClellans grav finns på begravningsplatsen Roselawn Memorial Park i Little Rock.